# Microlophus albemarlensis
A Microlophus albemarlensis a hüllők (Reptilia) osztályának pikkelyes hüllők (Squamata) rendjébe, ezen belül a gyíkok (Sauria) alrendjébe és a Tropiduridae családjába tartozó faj.

## Rendszertani besorolása
Ezt a gyíkot legelőször 1890-ben, Georg Baur amerikai paleontológus írta le, Tropidurus albemarlensis név alatt. A taxon fajneve albemarlensis Isabela-sziget korábbi nevéből, Albemarle-ból ered. Ugyanabban az írásban leírja a Santa Cruz-szigeten (korábban: Indefatigable) élő Tropidurus indefatgiabilis-t is. 1992-ben, Darrel Frost amerikai herpetológus az összes Tropidurus-fajt, mely az Andoktól nyugatra él, áthelyezte a Microlophus nembe, mely addig a Tropidurus alnemeként létezett. Az átcsoportosítás indoka az volt, hogy e gyíkoknál a hímek külső ivarszervein kis lemezkék vannak. Egyes Microlophus albemarlensis állományok különböző szigeteken, akár külön fajok is lehetnének - megvan ehhez a genetikai különbség -, azonban megjelenési és alaktani szempontból alig, vagy egyáltalán nem térnek el egymástól. A Microlophus jacobi, Microlophus indefatigabilis és Microlophus barringtonensis fajok különválasztását nem mindenki fogadja el. A szóban forgó gyík a nembeli és a Tropiduridae családbeli rokonaival, Dél-Amerika egyik jellegzetes pikkelyes hüllőcsoportját képezik.

## Előfordulása
A Microlophus albemarlensis a Galápagos-szigetek egyik endemikus hüllője. A szigetcsoporton belül a következő nagyobb szigeteken: Isabela-, Santa Cruz-, Fernandina-, Santiago- és Santa Fe-szigeten; míg a kisebb szigetek közül: a Seymour-, a Baltra-, a Plaza Sur-, a Daphne Major- és a Rábida-szigeten lelhető meg. A Galápagos-szigeteken élő Microlophus-fajok közül ez a legelterjedtebb, az összes többi faj, mely a szigetcsoporton megtalálható, csak egy-egy szigeten él. Egyes kutatók a Santiago, Santa Cruz és Santa Fe szigeteken élő gyíkokat külön-külön fajokká emelnék, M. jacobi, M. indefatigabilis és M. barringtonensis taxonnevek alatt.

## Megjelenése
A kifejlett gyík fej-testhossza szigetről szigetre változhat, de általában 50-100 milliméter között van; a farokhossz ugyanennyi vagy egy kicsit hosszabb. A hímek általában nagyobbak és nehezebbek a nőstényeknél; a hím átlagos fej-testhossza 77-91 milliméter között mozog, míg a nőstényé 63-71 milliméter között van. E fajon belül a nemi kétalakúság nagy mértékű; úgy színezetben, mint alakban. A hím alapszíne a kékesszürkétől a barnásig változhat; ezen a feketéstől a hamuszürkéig változó pontozások vannak. Nyakán és hátának elülső részén sötét keresztsávok láthatók. A torkán egészen a mellső lábak tövéig, nagy sötét folt van. A hímnek az egész gerinchosszán, pikkelyes taraj fut végig; ez a gerinctaraj a nősténynél jóval kisebb. A hím hátsó lábai szintén nagyobbak, mint a nőstényé.
A nőstényen nincs olyan sok sötét pontozás és foltozás mint a hímen; a nyaktájéki keresztsávok is hiányzanak, bár a farkán - főleg a fiatal nőstények esetében - sötét gyűrűzések láthatók. Habár nincs sötét torka, a nőstény pofáján, az orrtól és a szemektől egészen a mellső lábak tövéig narancssárga vagy téglavörös folt van. Ez az úgynevezett „pofafolt”, csak az ivarérett nősténynél jelenik meg.

## Képek

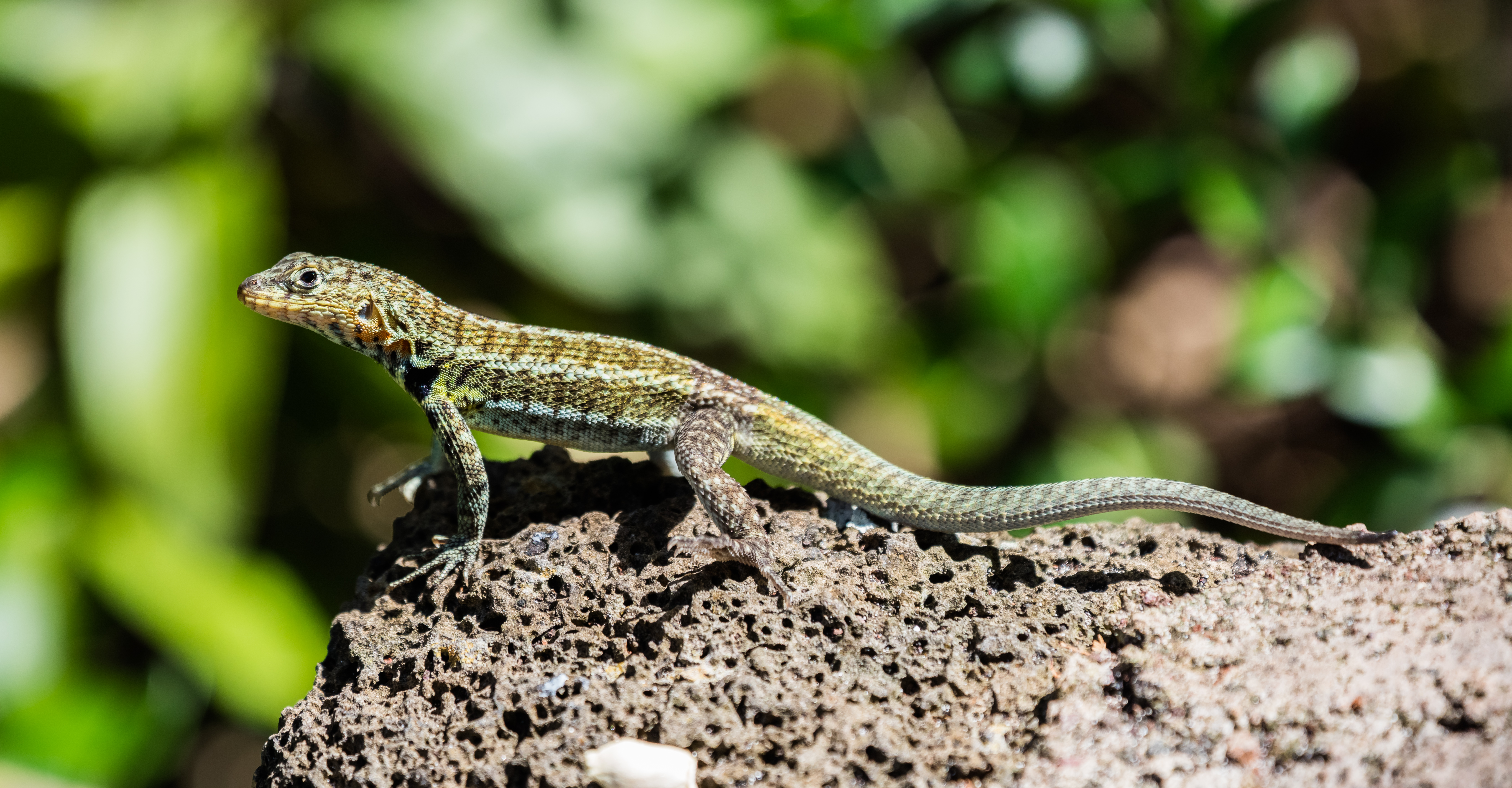
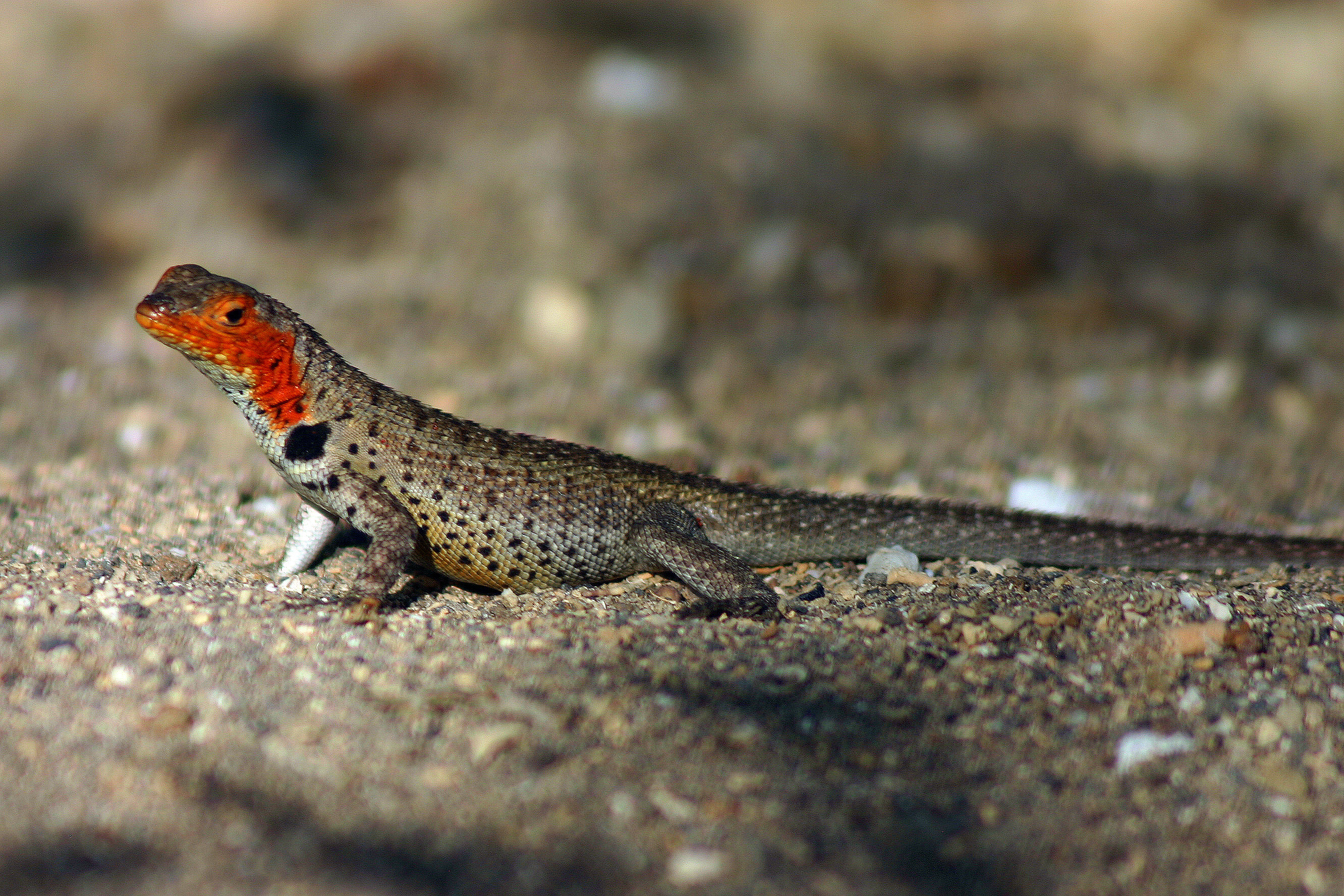
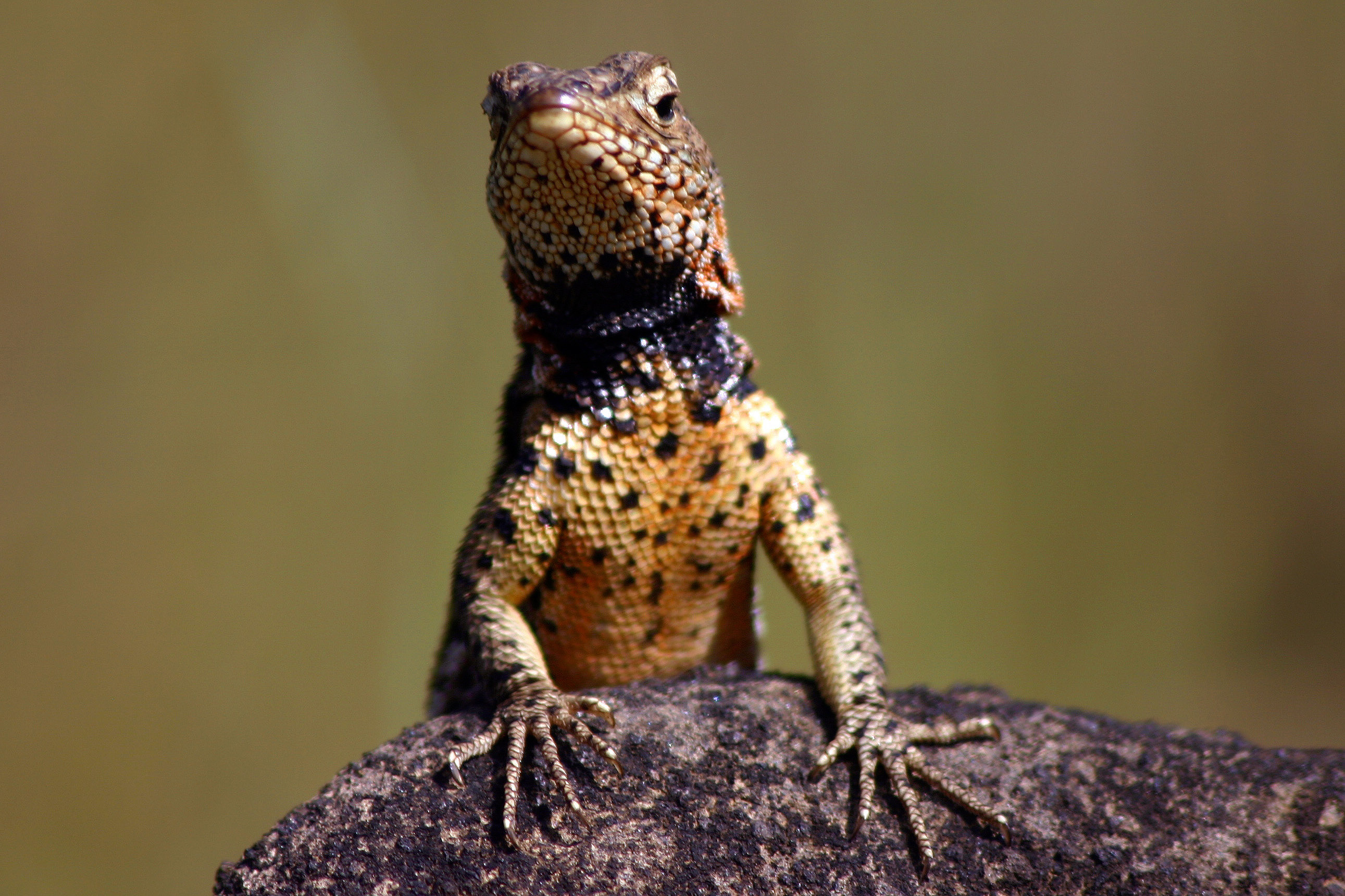
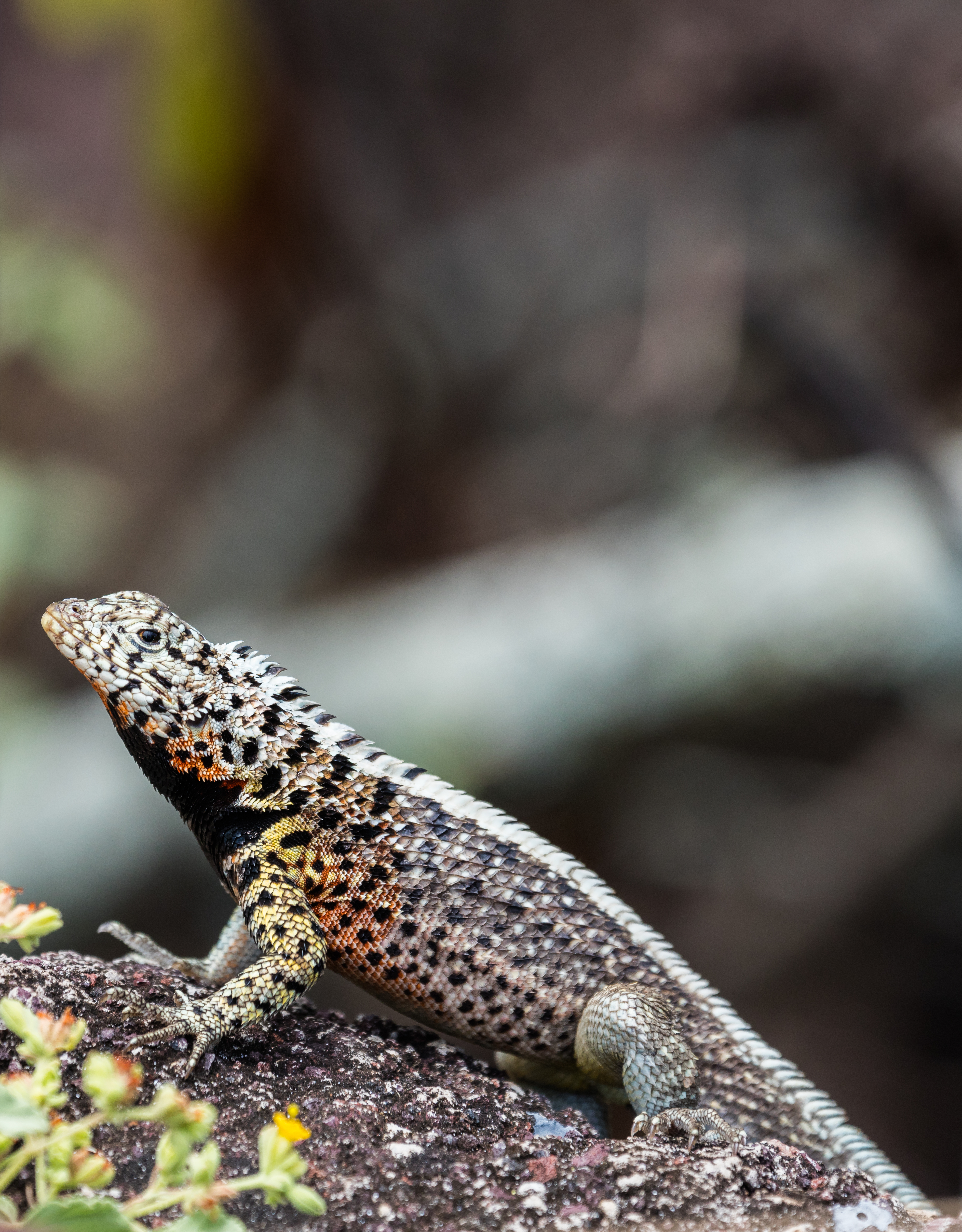

## Életmódja
A Microlophus albemarlensis nappal tevékeny; reggeltől délig és délutántól estig. Éjszaka és a nappal legforróbb részén, az avarba - körülbelül 12 milliméteres mélységben - rejtőzve pihen. Mindkét nem területtartó; a hím területe általában 22 négyzetméteres, míg a nőstényé 13 négyzetméteres. Egy hím területe akár több nőstényét is átfedheti. A nemek között nincs versengés, azonban sem a hímek, sem a nőstények nem tűrik meg területükön az azonos neműeket. Tápláléka rovarok, pókok és egyéb ízeltlábúak; főleg a legyek lárvái, a hangyák és bogarak. Az emberi települések környezetében kenyérmorzsát, húsdarabokat és egyéb hulladékot is fogyaszt. Felboncolt gyíkok gyomrában leveleket, virágokat és nagyméretű magokat is találtak. A friss hajtásokért, akár 2,1 méteres fákra is felmászik.

## Szaporodása
Párosodás előtt a hím ráharap a nőstény nyakán vagy hátán levő bőrére; néha szájában cipelve, rövid távon arrább viszi. A fészekalj 1-6 fehér, bőrszerű héjas, tojásdad alakú tojásból áll; minél nagyobb méretű a nőstény, annál nagyobb méretű és több tojást rak. A Santa Cruz-szigeten az átlagos fészekalj két tojásból áll. A nőstény május és június között kis üreget váj, ahová lerakja tojásait.

## Fordítás
- Ez a szócikk részben vagy egészben  a   Microlophus albemarlensis című angol Wikipédia-szócikk ezen változatának fordításán alapul.  Az eredeti cikk szerkesztőit annak laptörténete sorolja fel. Ez a jelzés csupán a megfogalmazás eredetét és a szerzői jogokat jelzi, nem szolgál a cikkben szereplő információk forrásmegjelöléseként.